# Ишкильдин, Люцир Мирзаянович
 Люцир Мирзаянович Ишкильдин  (р. 20 июля 1939 года) — бригадир водителей самосвалов Учалинского горно-обогатительного комбината. Полный кавалер ордена Трудовой Славы. Почётный горняк СССР (1979).

## Биография
Люцир Мирзаянович Ишкильдин родился 20 июля 1939 г. в селе Бишкураево Кандринского района БАССР.
Образование — среднее специальное, в 1959 г. окончил Белебеевский техникум механизации и электрификации сельского и лесного хозяйства.
В 1960—1962 гг. служил в рядах Советской Армии. После демобилизации с 1962 г. работал водителем, одновременно бригадиром водителей самосвалов Учалинского горно-обогатительного комбината.
Бригада Л. М. Ишкильдина являлась победителем всесоюзных социалистических соревнований по вывозке горной массы и руды среди бригад предприятий министерства цветной металлургии СССР в 1979, 1984—1987 гг. Производительность труда в его бригаде превышала установленное плановое задание в 1,4 раза.
В 1999 г. вышел на пенсию.
Почётный горняк СССР (1979).
Люцир Мирзаянович Ишкильдин живет в г. Учалы

## Награды
За высокие производственные показатели и за выполнение социалистических обязательств Л. М. Ишкильдин награждён орденом Трудовой Славы I (1986), II (1981), III (1976) степени, медалями.